# Peresime abyssalis
Peresime abyssalis is een eenoogkreeftjessoort uit de familie van de Zosimeidae. De wetenschappelijke naam van de soort is voor het eerst geldig gepubliceerd in 1974 door Dinet.